# Hajduk (rozbójnik)

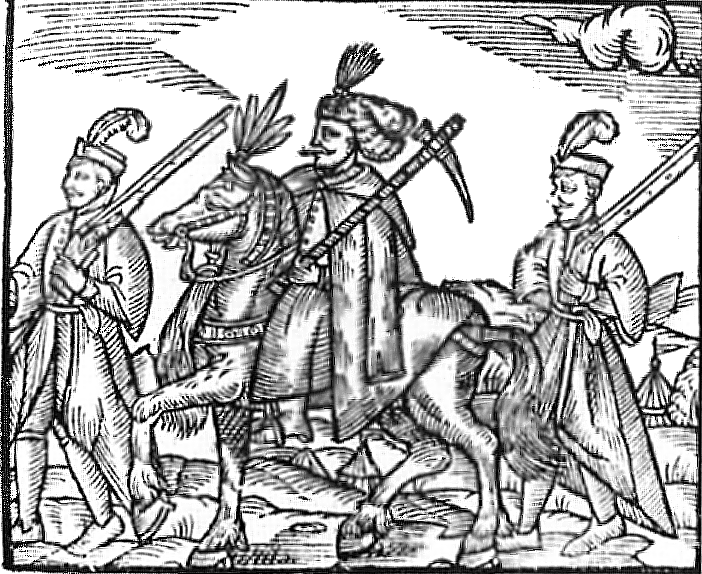
Hajducy z książki Bartosza Paprockiego pt. Hetman (1578)

Hajduk (z węgierskiego, w l.mn. hajdúk – rabusie) – u niemuzułmańskiej ludności Bałkanów, np. Bułgarów czy Serbów – rozbójnik, łupieżca w rodzaju opryszka, hajdamaka lub greckiego klefta, który z powodu panujących tam stosunków społecznych uznawany jest bardziej za bohatera i mściciela ludu niż złoczyńcę. Hajducy powstawali wskutek ucisku tureckich władców na miejscową ludność i sławieni byli przez nią w śpiewach i opowieściach. Oddziały hajduków latem kryły się w lasach i stamtąd prowadziły działania partyzanckie, pierwotnie przeciw tureckim poborcom podatków, później także napadając i łupiąc kupców i ludzi zamożnych.
Dowódca oddziału hajduków nazywany był harambaszą lub arambaszą. Stosowali oni swój własny system praw, mieli także własne modlitwy. Schwytani przez Turków zazwyczaj skazywani bywali na śmierć, przy czym nawet w obliczu takiego wyroku i za cenę życia nie godzili się na przejście na islam.
Zimą hajducy rozpraszali się, kryjąc się w gospodarstwach wiejskich okolicznej ludności. Na wiosnę spotykali się w umówionej miejscowości, przy czym zawinione niestawiennictwo groziło poważnymi konsekwencjami. W szczególności, jeśli hajduk dopuściłby się zdrady, mógł spodziewać się odwetu i śmierci nawet po wielu latach.
Tej samej nazwy używano także w XVI i XVII wieku wobec „junaków”, którzy z Pomorza Weneckiego napadali na ziemie tureckie.